# Giovanni Viola
Giovanni Viola (22. červen 1926 San Benigno Canavese, Italské království – 7. červenec 2008 Turín, Itálie) byl italský fotbalový brankář.
Již v roce 1945 odchytal za Juventus dva zápasy v lize. Poté odešel hostovat do nižších lig a to postupně po roce do tří klubů: Carrarese, Como a Lucchese. Od sezony 1949/50 byl v Juventusu na osm sezon jedničkou. Získal tři tituly v lize (1949/50 a 1951/52 a 1957/58). Za Bianconeri odehrál 242 utkání, což jej řadí na 5. místo v tabulce brankařů. Kariéru ukončil v roce 1959 jako hráč Brescie.
Za reprezentaci odchytal jedenáct utkání. Zúčastnil se MS 1950, kde odchytal jedno utkání a to proti Švýcarsku (1:4).

## Hráčská statistika
| Sezóna  | Klub      | Liga      | Liga   | Liga       | Ligové poháry | Ligové poháry | Ligové poháry | Kontinentální poháry | Kontinentální poháry | Kontinentální poháry | Celkem | Celkem |
| Sezóna  | Klub      | Soutěž    | Zápasy | Obdr. Góly | Soutěž        | Zápasy        | Góly          | Soutěž               | Zápasy               | Góly                 | Zápasy | Góly   |
| ------- | --------- | --------- | ------ | ---------- | ------------- | ------------- | ------------- | -------------------- | -------------------- | -------------------- | ------ | ------ |
| 1945/46 | Juventus  | 1. divize | 2      | -0         | -             | 0             | -0            | -                    | 0                    | -0                   | 2      | -0     |
| 1946/47 | Carrarese | Serie B   | 32     | -?         | -             | 0             | -0            | -                    | 0                    | -0                   | 32     | -?     |
| 1947/48 | Como      | Serie B   | 33     | -?         | -             | 0             | -0            | -                    | 0                    | -0                   | 33     | -?     |
| 1948/49 | Lucchese  | Serie A   | 33     | -41        | -             | 0             | -0            | -                    | 0                    | -0                   | 33     | -41    |
| 1949/50 | Juventus  | Serie A   | 37     | -43        | -             | 0             | -0            | -                    | 0                    | -0                   | 37     | -43    |
| 1950/51 | Juventus  | Serie A   | 32     | -31        | -             | 0             | -0            | -                    | 0                    | -0                   | 32     | -31    |
| 1951/52 | Juventus  | Serie A   | 34     | -32        | -             | 0             | -0            | -                    | 0                    | -0                   | 34     | -31    |
| 1952/53 | Juventus  | Serie A   | 28     | -31        | -             | 0             | -0            | -                    | 0                    | -0                   | 28     | -31    |
| 1953/54 | Juventus  | Serie A   | 26     | -28        | -             | 0             | -0            | -                    | 0                    | -0                   | 26     | -28    |
| 1954/55 | Juventus  | Serie A   | 31     | -49        | -             | 0             | -0            | -                    | 0                    | -0                   | 31     | -49    |
| 1955/56 | Juventus  | Serie A   | 32     | -36        | -             | 0             | -0            | -                    | 0                    | -0                   | 32     | -36    |
| 1956/57 | Juventus  | Serie A   | 21     | -30        | -             | 0             | -0            | -                    | 0                    | -0                   | 21     | -30    |
| 1957/58 | Juventus  | Serie A   | 1      | -1         | -             | 0             | -0            | -                    | 0                    | -0                   | 1      | -1     |
| 1958/59 | Brescia   | Serie B   | 27     | -28        | -             | 0             | -0            | -                    | 0                    | -0                   | 27     | -28    |
| Celkově | Celkově   | Celkově   | 369    | -340+      | -             | 0             | -             | -                    | 0                    | -0                   | 369    | -340+  |

## Úspěchy

### Klubové
- 3× vítěz italské ligy (1949/50, 1951/52, 1957/58)

### Reprezentační
- 1× na MS (1954)
- 1× na MP (1955–1960)